# Gama
Gáma (grško: starogrško γάμμα; velika črka: Γ, mala črka: γ) je tretja črka grške abecede in ima številčno vrednost 3. Črka gama se je razvila iz feničanske črke gimel (). Iz grške črke Γ izvira cirilična črka Г.
V klasični grščini se je črka Γ izgovarjala kot g, v moderni grščini pa se izgovarja po navadi kot /ɣ/ (tj. tako kot g v zahodnih slovenskih narečjih), če sledi i ali e, pa se mehča v glas /ʝ/, ki je skoraj enak slovenskemu j.  Zvezo ΓΓ se izgovarja kot ng.

## Pomeni
- V astronomiji označuje γ tretjo najsvetlejšo zvezdo v nekem ozvezdju.
- γ - avstenit - kristalizacija jekla
- γ je oznaka za sevanje oz. kvant gama v fiziki
- γ je oznaka za koeficient prostorninskega raztezka v fiziki
- γ je oznaka za specifično težo v fiziki
- γFe - gama železo - kristalizacija železa
- Gama je vzdevek slovenskega skladatelja Marijana Gabrijelčiča

### Unicode
|                | Velika črka Γ          | mala črka γ          |
| -------------- | ---------------------- | -------------------- |
| Unicode UTF-16 | U+0393                 | U+03B3               |
| Ime Unicode    | Velika grška črka gama | Mala grška črka gama |
| Koda HTML      | &#915;                 | &#947;               |
| Enota HTML     | &Gamma;                | &gamma;              |